# Église Saint-Geniès de Sarrazac
L'église Saint-Geniès est une église catholique située à Sarrazac, en France.

## Localisation
L'église est située dans le département français du Lot sur le territoire de la commune de Sarrazac.

## Historique
L'église est dédiée à saint Genou ou Genulphus, premier évêque de Cahors.
Cette église est citée en novembre 823 dans le cartulaire de l'abbaye Saint-Pierre de Beaulieu-sur-Dordogne à l'occasion de la donation faite par Rodulf ou Raoul, comte de Turenne et de Quercy, sa femme Aiga de Périgord, à leur fils Rodulf et leur fille Emmena qui sont entrés dans les ordres. Immena a été abbesse de la congrégation de Sarrazac. Rodulfus ou Raoul devenu archevêque de Bourges donne au monastère de Beaulieu, qu'il a fondé vers 840, divers biens, dont Sarrazac et son église mais la cure a probablement été à la nomination de l'évêque de Cahors. Le comte Raoul de Turenne a été enterré en 842 dans l'église Saint-Geniès ou Saint-Genêt du monastère de Sarrazac qu'il a fondé.
Les murs de la nef et la travée couverte d'une coupole octogonale avec des chapiteaux à feuilles ou à corbeille lisse identique à celle de l'église Saint-Michel de Saint-Michel-de-Bannières, ont dû être construits à la fin du XIIe siècle ou au début du XIIIe siècle. 
La voûte à liernes et peut-être l'abside polygonale datent du XVe siècle, ainsi que l'ensemble du couvrement de la nef. Les bas-côtés ont peut-être été construits à la même époque. La présence des armes des Vieilleschiezes sur la clef de voûte de la chapelle nord qui arrivent à Sarrazac au XVe siècle peut permettre de dater sa construction de la fin du XVe siècle ou du début du XVIe siècle. 
L'abside conserve des panneaux peints et les vestiges d'une litre funéraire du XVIIe siècle ou du XVIIIe siècle. 
Le portail ouest et la sacristie sont du XIXe siècle.
L'édifice a été inscrit au titre des monuments historiques le 10 septembre 1947.

## Décoration
Les voûtes de la nef ont reçu un décor néo-Renaissance au XIXe siècle.

## Vitraux
Des vitraux sont datés et signés de Louis Saint-Blancat, de Toulouse, en 1887.